# Палицын, Александр Борисович
 Александр Борисович Палицын  (1758 год, Российская империя — ?) — российский государственный деятель, генерал-майор, действительный статский советник, гражданский губернатор Тамбовской губернии. Автор «Записок о роде Палициных».

## Биография
Родился в 1758 году. Происходил из древнего дворянского рода, к которому принадлежал знаменитый деятель смутного времени, келарь Троице-Сергиева монастыря Аврамий Палицын. Александр Борисович Палицын был сыном премьер-майора ландмилицкого корпуса Бориса Петровича.
Службу начал в 1770 году в артиллерийском бомбардирском полку. Принимал участие в русско-турецкой войне. В 1771 году произведен в сержанты, в 1772 году назначен фурштадта прапорщиком, в 1774 штык-юнкером. 19 июня 1776 года Палицын пожалован в подпоручики и кавалергарды. 11 ноября 1779 года выпущен из кавалергардского корпуса в армию поручиком, где в 1780 году произведён в капитаны.
В 1783 году он снова перешел в гвардию поручиком в Измайловский полк. 1 января 1784 года Палицын был уволен от военной службы в чине полковника и в марте определён к провиантским делам. 5 февраля 1790 года Палицын был произведен в генерал-майоры и по 1796 год был не у дел, а 18 апреля 1801 года был уволен от службы. 9 октября 1802 года назначен на должность губернатора Тамбовской губернии и занимал эту должность до 18 августа 1803 года. Дальнейшая его судьба неизвестна.